# Ethylen-vinyl acetat
Etylen-Vinyl axetat (EVA) là một đồng polymer bao gồm các mắt xích vinyl axetat được phân bố ngẫu nhiên cùng với các mắt xích etylen -(CH2-CH2)x(CH2-CHOCOCH3)y. EVA là sản phẩm đồng trùng hợp của etylen với vinyl axetat, được sản xuất bằng phương pháp trùng hợp khối hay trùng hợp trong dung dịch.

EVA mềm dẻo ở nhiệt độ thấp, bền xé, trong suốt, dễ gắn và dán ở nhiệt độ thấp, có khả năng phối trộn với lượng lớn các chất độn.

Phụ thuộc vào hàm lượng vinyl axetat người ta phân EVA ra làm ba nhóm:
- Nhóm thứ nhất là loại EVA có hàm lượng vinyl axetat thấp (10 – 40%), có tính chất giống như một số loại cao su. Nó được sản xuất theo công nghệ đồng trùng hợp khối etylen và vinyl axetat ở áp suất cao và được sử dụng làm keo dán nóng chảy và các ứng dụng khác. Hiện nay các sản phẩm loại này có tên thương mại Elvax (Dupont), Ultraten (USI), Bakelit (UCC), Lupolen V (Basf), Alaton (Dopont), Alkaten (ICI), Mototen (Monsato)...
- Nhóm thứ hai là loại EVA có hàm lượng vinyl axetat gần bằng etylen (45 – 55%). Nó được chế tạo bằng cách đồng trùng hợp etylen và vinyl axetat trong dung dich ở áp suất trung bình và được ứng dụng làm các loại cao su đặc biệt. Một trong số các sản phẩm nổi trội có tên thương mại  là Lavapren của hãng Bayer.
- Nhóm thứ ba với hàm lượng vinyl axetat cao (60 – 90%) là sản phẩm của quá trình trùng hợp nhũ tương ở áp suất 300 – 1500 psi. EVA loại này là các nhựa nhiệt dẻo. Một số sản phẩm loại này có tên thương mại là Airplex (Air Product and Chemiscals, Inc), Vinapas (Wacker), Mowilith và vinyl (Motecatini Edison)

## Tính chất
Nhiệt độ từ -60oC đến 65oC là khoảng nhiệt độ làm việc tốt nhất của EVA.

Tan trong một số dung môi như xylen, toluen, tetrahydrofuran,...

Khả năng chịu hóa chất: bền với ozon, nước lạnh, nước nóng, dung dịch amonia 30%, kém bền với dầu máy, dầu ddiezen, không bền với dung dịch chloride, silicon, xăng, axeton, axit sufuric 40%, axit nitric 10%, bị phân hủy bởi bức xạ tử ngoại…

Tính chất cơ học của EVA phụ thuộc vào hàm lượng nhóm vinyl axetat trong EVA: Khi hàm lượng vinyl axetat tăng mức độ kết dính của EVA giảm, tính dẻo, dai, đàn hồi và khả năng hòa tan trong các dung môi tăng nhưng độ bền với nước, muối và một số môi trường khác giảm.